# NK Slaven Ljupina
NK Slaven je nogometni klub iz Ljupine.

## Sezona 2017/18.:
Nogometni klub iz Ljupine, NK Slaven u sezone 2012./13.g postao je prvak 2. ŽNL – Zapad. U vrlo neizvjesnoj natjecateljskoj sezone, u zadnjih 5/6 kola nadoknadili su zaostatak za tada vodećim klubom NK Budućnost iz Rešetara velikih, tada nedostižnih od 8 bodova i postala prvak 2. ŽNL – Zapad i s tim rezultatom izborila nastup u višem rangu – 1. ŽNL. Trener momčadi Slavena je bio Valerio Balašković te na proljetnom djelu prvenstva izabran novi trener Tomislav Vlaović. Klub se trenutno natječe u 2. ŽNL – Zapad u kojoj je u borbi za vrh pod trenerskom palicom iskusnoga nekadašnjega prvoligaškoga igrača Dinka Bešlića. Trenutno su drugoplasirani sa samo bodom zaostatka za prvoplasiranom momčadi. 

## Vanjske poveznice
- Službene stranice kluba NK Slaven Ljupina  Arhivirana inačica izvorne stranice od 3. srpnja 2012. (Wayback Machine)

Facebook stranica : https://www.facebook.com/nkslavenljupina1974/